# Réserve écologique G.-Oscar-Villeneuve

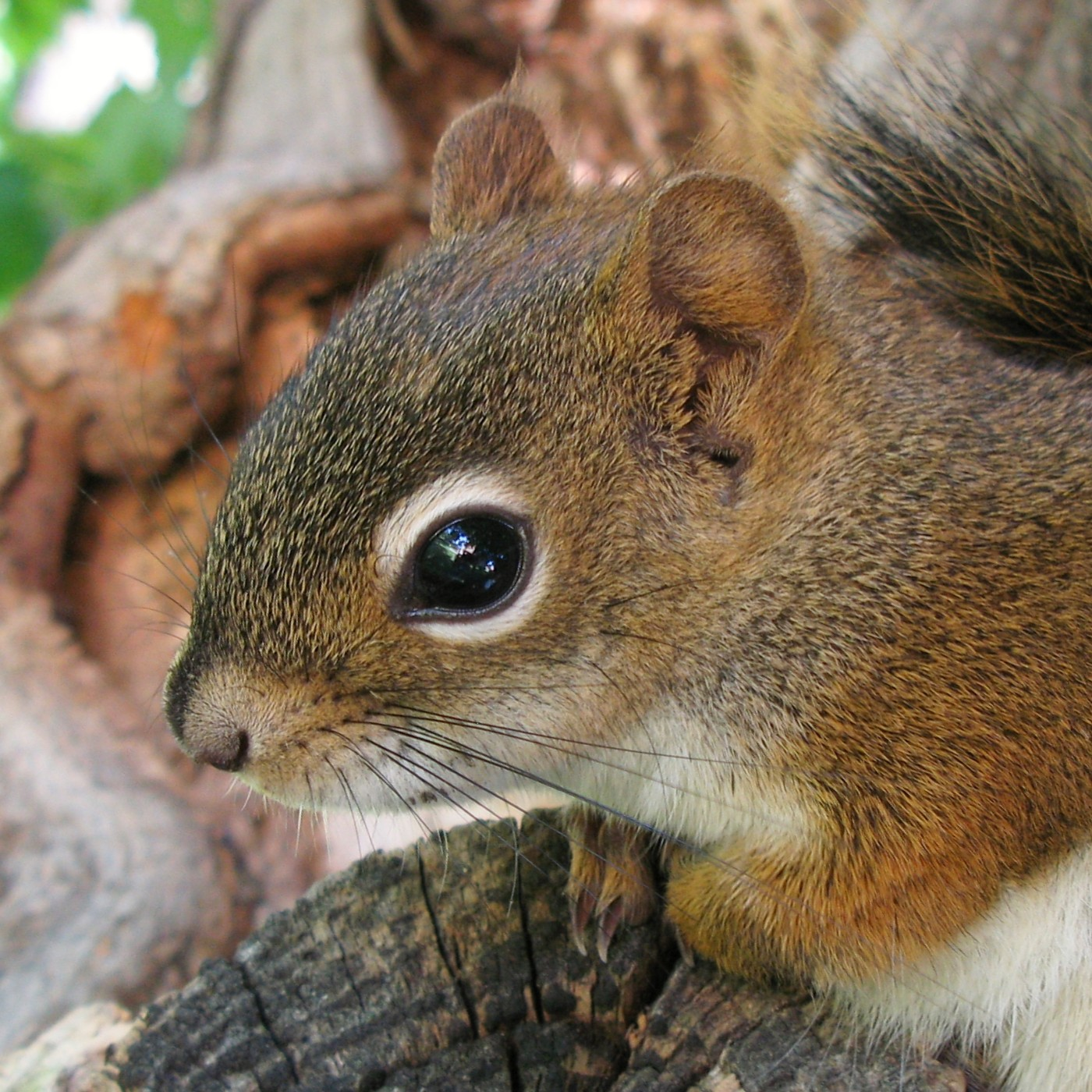
Rotes Squirrel

Die Réserve écologique G.-Oscar-Villeneuve ist ein im Jahr 1989 auf einer Fläche von 567 ha eingerichtetes Schutzgebiet im Süden der kanadischen Provinz Québec in der Regionalen Grafschaftsgemeinde Le Fjord-du-Saguenay.

## Lage, Geologie
Es liegt auf der Nordseite des Sainte-Marguerite, 5 km nordöstlich der Gemeinde Sainte-Rose-du-Nord und 3 km nordwestlich des Lac Résimond. Es repräsentiert und schützt die für die Ökoregion Contreforts des Laurentides, Saguenay- und Laurentidengebirge der Rivière Jacques-Cartier typischen Wälder, in denen die Papier- und die Gelb-Birke dominieren.
Das zerklüftete Schutzgebiet befindet sich zwischen 165 und 640 m über dem Meeresspiegel. Der Untergrund der Verwaltungsregion Saguenay–Lac-Saint-Jean besteht überwiegend aus präkambrischem Migmatit, auf dem während und nach der letzten Eiszeit Tillit abgelagert wurde. Von Fels und Gestein durchsetzter Podsol entstand, der ausgesprochen mager ist.

## Flora und Fauna
In den tieferen Zonen herrschen Gelbbirke, Zucker-Ahorn, Balsam-Tanne und Schwarz-Esche vor, weiter oben neben Gelbbirke vor allem Papierbirke und Schwarz-Fichte.
Die Fauna ist typisch für die Region, die auffälligsten Arten sind Schneeschuhhase (Lepus americanus), Kragenhuhn, das amerikanische rote Squirrel (Tamiasciurus hudsonicus), verschiedene Habichte und Sperber, Sperlingsvögel, Finken und Spechte. Die größten Säugetiere sind Elch und Weißwedelhirsch.

## Namensgeber
Der Name des Gebiets geht auf den Botaniker Georges-Oscar Villeneuve (1914–1982) zurück, einen der bedeutendsten und frühesten Meteorologen Québecs. Er war Mitglied in der Société linnéenne de Québec und der Société zoologique du Québec. 1943 veröffentlichte er eine Untersuchung zur Waldmeteorologie der Provinz, er befasste sich mit dem Schutz vor Feuer und weitete diese Fragestellung auch auf verschiedene Gebiete aus.